# 2 juni-rörelsen
2 juni-rörelsen (tyska: Bewegung 2. Juni) var en västtysk vänsterextrem (anarko-situationistisk) stadsgerilla i Västtyskland, grundad av bland andra Georg von Rauch och Bommi Baumann. 2 juni-rörelsen utgick från och utförde sina aktioner i Västberlin. 
Gruppens namn syftar på det datum, 2 juni 1967, då den unge studenten Benno Ohnesorg dödades av Karl-Heinz Kurras i samband med en demonstration i Västberlin. Kurras arbetade som västtysk polis, och hade varit Stasi-agent sedan 1955. Detta faktum blev först känt 2009 och det är oklart huruvida det påverkade dennes agerande. Gruppen hade starka band till den vänsterextrema terroristorganisationen Röda armé-fraktionen, men var anarkist-situationistiska. Sedan grupperingen upplösts i början av 1980-talet kom flera medlemmar att ansluta sig till Röda armé-fraktionens så kallade andra och tredje generation.
Till 2 juni-rörelsens mer spektakulära dåd hör kidnappningen av CDU-politikern Peter Lorenz 1975.

## 2 juni-rörelsens aktioner
- 2 februari 1972 utförde man ett sprängattentat mot den brittiska yachtklubben och mot två personbilar tillhörande de allierade stridskrafterna. Aktionerna skedde i samband med Den blodiga söndagen i nordirländska Derry.
- 3 mars 1972: Efter dödsskjutningen av Thomas Weisbecker utförde 2 juni-rörelsen ett sprängattentat mot Landeskriminalamt Berlin.
- 5 maj 1972: 2 juni-rörelsen utförde, som en protest mot rättsväsendet, ett brandattentat mot den juridiska fakulteten.
- 10 november 1974: En dag efter det att RAF-medlemmen Holger Meins avlidit till följd av hungerstrejk gjorde rörelsen ett kidnappningsförsök av kammarrättspresidenten Günter von Drenkmann. Kidnappningen misslyckas och han sköts istället till döds av medlemmar i 2 juni-rörelsen. Drenkmann var ordförande för Västtysklands högsta domstol.
- 27 februari 1975: medlemmar i 2 juni-rörelsen kidnappade mitt under valrörelsen i Berlin CDU:s toppkandidat Peter Lorenz. Lorenz var under de kommande fem och en halv dagarna fånge i ett "Folkets fängelse" (tyska Volksgefängnis). I utbyte mot Lorenz lyckades man få fem fångar ur olika västtyska stadsgerillagrupper – Verena Becker, Gabriele Kröcher-Tiedemann, Ingrid Siepmann, Rolf Pohle und Rolf Heißler – samt två efter Holger Meins död gripna demonstranter släppta. Det är den enda gången som en stadsgerilla lyckats få fångar frisläppta i Tyskland.
- 30–31 juli 1975: Vid två bankrån kom 2 juni-rörelsen över 100 000 D-Mark.
- 9 november 1977: Den österrikiske företagsledaren Walter Palmers kidnappades i Wien. Han släpptes efter 100 timmar sedan en lösesumma på 31 miljoner schilling betalats.
- Augusti 1981: Inge Viett sköt vid en rutinkontroll i Paris trafikpolisen Francis Violleau. År 1992 dömdes Viett till 13 års fängelse för mordförsök.